# Ferrit (jern)
 For alternative betydninger, se Ferrit. (Se også artikler, som begynder med Ferrit)
Ferrit er en af de 3 former, som jern kan krystallisere sig i. Denne form for jern kaldes også alfajern. Ferrit er stabilt indtil 910 grader og igen mellem 1400 og jernets smeltepunkt. Ferrit er kubisk rumcentreret og er meget følsomt overfor stød. 